# Rena Fischer
Rena Fischer (* in München) ist eine deutsche Schriftstellerin von Romanen, Jugend- und Fantasyliteratur.

## Leben
Fischer arbeitete nach ihrem Abitur und Studium in Irland und zog später mit ihrem Mann und ihrer Tochter nach Spanien. Seit der Geburt ihrer Zwillingssöhne ist Fischer hauptberuflich als Autorin tätig. Sie lebt mit ihrer Familie in München.

## Literarisches Wirken
2017 veröffentlichte Fischer ihr Debüt, die Fantasy-Dilogie Chosen, im Impress-Label Planet! des Thienemann-Esslinger Verlags. Im gleichen Verlag erschien 2020 und 2021 die Fantasy-Dilogie Elbendunkel. Im Mai 2021 publizierte der Deutsche Taschenbuch Verlag den Liebesroman Das Lied der Wölfe, der im gleichen Jahr beim Der Audio Verlag vertont wurde.
Fischer ist Mitglied bei und seit Mai 2025 auch Präsidentin von DELIA – Vereinigung deutschsprachiger Liebesroman-Autoren und -Autorinnen.

## Rezeptionen
Elbendunkel – kein Weg zurück
- „Die Welt, in die Rena Fischer ihre Leserinnen und Leser entführt, ist eine sehr düstere und bedrohliche. Die Elben werden von den Menschen verfolgt und unterdrückt, sind in ständiger Gefahr. Die Autorin beschreibt dies wortmächtig und überaus spannend.“[4]

Das Lied der Wölfe
- „Das Lied der Wölfe ist natürlich in allererster Linie die Geschichte einer großen Liebe, es ist aber auch eine spannende Geschichte mit viel Dramatik, mit Familientragödien, mit Einblicken in das wirklich schwierige Krankheitsbild von Menschen, die an posttraumatischen Belastungsstörungen leiden und nicht zuletzt mit viel Wissen über das Verhalten und die Ansiedlung wilder Wölfe. Ein Buch, das bis zur letzten Seite zu Herzen geht.“[5]

- „Warum soll man das lesen? Weil Rena Fischer einem neben der Lust auf die schottischen Highlands auch Wissen über Wölfe vermittelt. Das ist fast spannender als die Love-Storys, die sich in diesem rauen Klima sanft und leise entwickeln.“[6]

Cursed Worlds - Aus ihren Schatten …
- „Rena Fischer erschafft in Cursed Worlds eine atmosphärisch dichte und wunderbar klassische Fantasywelt, in die man ihre Figuren gern begleiten und sich dem unvermeidbaren Bösen entgegenstellen würde.“[7]

Das Leuchten vergangener Sterne
- „Nach der Lektüre von Das Leuchten vergangener Sterne weiß man als Leser*in nicht nur bestens über Grundlagen der Archäologie Bescheid, sondern hat sicher auch große Lust, Andalusien zu besuchen. Empfohlen!“[8]

## Werke (Auswahl)
- Chosen – die Bestimmte. Thienemann-Esslinger, Stuttgart 2017, ISBN 978-3-522-50510-9.
- Chosen – das Erwachen. Thienemann-Esslinger, Stuttgart 2017, ISBN 978-3-522-50556-7.
- Elbendunkel – kein Weg zurück. Thienemann-Esslinger, Stuttgart 2020, ISBN 978-3-522-50657-1.
- Elbendunkel – kein Weg zu dir. Thienemann-Esslinger, Stuttgart 2021, ISBN 978-3-522-50658-8.
- Das Lied der Wölfe. Deutscher Taschenbuch-Verlag, München 2021, ISBN 978-3-423-26287-3.
- Cursed Worlds – Aus ihren Schatten ... Verlag Friedrich Oetinger GmbH, Hamburg 2022, ISBN 978-3-96976-001-7.
- Cursed Worlds – ... erwacht das Licht. Verlag Friedrich Oetinger GmbH, Hamburg 2022, ISBN 978-3-96976-020-8.
- Das Leuchten vergangener Sterne. Deutscher Taschenbuch-Verlag, München 2022, ISBN 978-3-423-26336-8.
- Der Unendlichkeit so nah. Deutscher Taschenbuch-Verlag, München 2024, ISBN 978-3-423-26401-3.
- Knights & Heirs – Der Ruf der Schlange. Verlag Friedrich Oetinger GmbH, Hamburg 2025, ISBN 978-3-7512-0538-2.